# Rudgea stenophylla
Rudgea stenophylla es una especie de planta con flor en la familia de las Rubiaceae. Es endémica de Perú, solo en el departamento de San Martín. 

## Taxonomía
Rudgea stenophylla fue descrita por (Krause) Standl. y publicado en Publications of the Field Museum of Natural History, Botanical Series 11(5): 268, en el año 1936.
Sinonimia
- Palicourea stenophylla K.Krause basónimo[3]